# Sniżky (obwód kijowski)
Sniżky (ukr. Сніжки) – wieś na Ukrainie, w obwodzie kijowskim, w rejonie białocerkiewskim, w hromadzie Stawyszcze. W 2001 liczyła 479 mieszkańców, spośród których 477 wskazało jako ojczysty język ukraiński, a 2 rosyjski.